# شورش ۱۰ اوت ۱۷۹۲
شورش ۱۰ اوت ۱۷۹۲ (فرانسوی: journée du 10 août‎) از رویدادهای انقلاب فرانسه است. حمله گارد ملی کمون پاریس، فدره‌های مارسی و برتانی به کاخ تویلری باعث سقوط سلطنت در فرانسه شد. لوئی شانزدهم و خانواده‌اش در مجلس پناه گرفتند. پایان رسمی سلطنت فرانسه شش هفته بعد و به‌عنوان یکی از اولین اعمال کنوانسیون ملی جدید، انجام شد. مورخان انقلاب اغلب این شورش و نتایج آن را وقایع ۱۰ اوت یا روز دهم اوت می‌خوانند. در فرانسه آن را انقلاب دوم می‌گویند.